# 1248
Il 1248 (MCCXLVIII in numeri romani) è un anno bisestile del XIII secolo.

## Eventi
- Federico II viene sconfitto alle porte di Parma. Questa disfatta segna l'inizio della sua parabola discendente nella scena politica italiana.
- 26 aprile - La cappella gotica di Sainte-Chapelle viene consacrata a Parigi.
- 15 agosto - Viene posata la prima pietra del Duomo di Colonia, sul luogo dove sorgeva la vecchia cattedrale, distrutta da un incendio il 30 aprile dello stesso anno. La costruzione venne completata solo 632 anni dopo, nel 1880.
- Re Luigi IX di Francia lancia la settima crociata, guidando verso l'Egitto un esercito di 20.000 uomini.
- Re Ferdinando III di Castiglia strappa ai Mori la città di Siviglia nel corso della Reconquista.
- Ruggero Bacone pubblica in Europa la formula della polvere nera.
- Papa Innocenzo IV concede ai croati il permesso di usare la loro lingua e scrittura nella liturgia (si veda Alfabeto glagolitico).
- I Nasridi iniziano a Granada (Spagna) la costruzione dell'Alhambra.
- Viene fondata l'Università di Piacenza.
- Viene fondata Villanova d'Asti.

## Nati
- 24 agosto - Bartolomeo di Capua, nobile e giurista italiano († 1328)
- Abu Said Faraj, nobile arabo († 1320)
- Angela da Foligno, mistica italiana († 1309)
- Bianca d'Artois, contessa († 1302)
- Joseph ben Abraham Gikatilla, rabbino e religioso spagnolo († 1305)
- Eulogìa Lascaris, principessa bizantina († 1307)
- Roberto II di Borgogna, duca († 1306)

## Morti
- 4 gennaio - Sancho II del Portogallo, re portoghese (n. 1207)
- 1º febbraio - Enrico II di Brabante, duca (n. 1207)
- 9 febbraio - Al-'Adil II, sultano curdo
- 14 febbraio - Koga Michiteru, poeta giapponese (n. 1187)
- 21 febbraio - Marcellino Albergotti Beltrami, vescovo cattolico italiano
- 18 marzo - Bernardo de' Rossi, generale e politico italiano
- 27 marzo - Matilde Marshal, nobile britannica (n. 1192)
- 9 aprile - Ugo di Châtillon, conte
- 20 aprile - Güyük, condottiero mongolo (n. 1206)
- 19 giugno - Ottone III di Borgogna, nobile italiano
- 7 agosto - Giordano Forzatè, religioso italiano
- 13 settembre - Cunegonda di Svevia, principessa tedesca (n. 1200)
- 30 ottobre - Yolanda di Dreux, nobile francese
- 15 dicembre - Laurentius Hispanus, vescovo cattolico e giurista spagnolo
- Abu al-Hasan al-Sa'id al-Mu'tadid, califfo berbero
- Al-Qifti, scrittore e storiografo arabo (n. 1172)
- Baldovino I di Bentheim, conte
- Andrieu Contredit d'Arras, francese
- Harald dell'Isola di Man, sovrano mannese
- Malatesta I Malatesta, condottiero italiano (n. 1183)
- Ugolino Novelli, nobile, militare e politico italiano
- Subedei, condottiero mongolo
- Shams Tabrizi, mistico, poeta e filosofo persiano (n. 1185)
- Taddeo da Sessa, giurista e militare italiano
- Ferdinando di Castiglia, principe spagnolo (n. 1225)
- Ibn al-Baytar, botanico, farmacologo e medico arabo (n. 1197)
- Hachijō-in no Takakura, poeta giapponese (n. 1176)
- Hermann di Dorpat, vescovo cattolico tedesco (n. 1163)

## Calendario
| Calendario 1248 | Calendario 1248 | Calendario 1248 | Calendario 1248 | Calendario 1248 | Calendario 1248 | Calendario 1248 | Calendario 1248 | Calendario 1248 | Calendario 1248 | Calendario 1248 | Calendario 1248 | Calendario 1248 | Calendario 1248 | Calendario 1248 | Calendario 1248 | Calendario 1248 | Calendario 1248 | Calendario 1248 | Calendario 1248 | Calendario 1248 | Calendario 1248 | Calendario 1248 | Calendario 1248 | Calendario 1248 | Calendario 1248 | Calendario 1248 | Calendario 1248 | Calendario 1248 | Calendario 1248 | Calendario 1248 | Calendario 1248 | Calendario 1248 |
| --------------- | --------------- | --------------- | --------------- | --------------- | --------------- | --------------- | --------------- | --------------- | --------------- | --------------- | --------------- | --------------- | --------------- | --------------- | --------------- | --------------- | --------------- | --------------- | --------------- | --------------- | --------------- | --------------- | --------------- | --------------- | --------------- | --------------- | --------------- | --------------- | --------------- | --------------- | --------------- | --------------- |
|                 | 1               | 2               | 3               | 4               | 5               | 6               | 7               | 8               | 9               | 10              | 11              | 12              | 13              | 14              | 15              | 16              | 17              | 18              | 19              | 20              | 21              | 22              | 23              | 24              | 25              | 26              | 27              | 28              | 29              | 30              | 31              |                 |
| Gennaio         | Me              | Gi              | Ve              | Sa              | Do              | Lu              | Ma              | Me              | Gi              | Ve              | Sa              | Do              | Lu              | Ma              | Me              | Gi              | Ve              | Sa              | Do              | Lu              | Ma              | Me              | Gi              | Ve              | Sa              | Do              | Lu              | Ma              | Me              | Gi              | Ve              |                 |
| Febbraio        | Sa              | Do              | Lu              | Ma              | Me              | Gi              | Ve              | Sa              | Do              | Lu              | Ma              | Me              | Gi              | Ve              | Sa              | Do              | Lu              | Ma              | Me              | Gi              | Ve              | Sa              | Do              | Lu              | Ma              | Me              | Gi              | Ve              | Sa              |                 |                 |                 |
| Marzo           | Do              | Lu              | Ma              | Me              | Gi              | Ve              | Sa              | Do              | Lu              | Ma              | Me              | Gi              | Ve              | Sa              | Do              | Lu              | Ma              | Me              | Gi              | Ve              | Sa              | Do              | Lu              | Ma              | Me              | Gi              | Ve              | Sa              | Do              | Lu              | Ma              |                 |
| Aprile          | Me              | Gi              | Ve              | Sa              | Do              | Lu              | Ma              | Me              | Gi              | Ve              | Sa              | Do              | Lu              | Ma              | Me              | Gi              | Ve              | Sa              | Do              | Lu              | Ma              | Me              | Gi              | Ve              | Sa              | Do              | Lu              | Ma              | Me              | Gi              |                 |                 |
| Maggio          | Ve              | Sa              | Do              | Lu              | Ma              | Me              | Gi              | Ve              | Sa              | Do              | Lu              | Ma              | Me              | Gi              | Ve              | Sa              | Do              | Lu              | Ma              | Me              | Gi              | Ve              | Sa              | Do              | Lu              | Ma              | Me              | Gi              | Ve              | Sa              | Do              |                 |
| Giugno          | Lu              | Ma              | Me              | Gi              | Ve              | Sa              | Do              | Lu              | Ma              | Me              | Gi              | Ve              | Sa              | Do              | Lu              | Ma              | Me              | Gi              | Ve              | Sa              | Do              | Lu              | Ma              | Me              | Gi              | Ve              | Sa              | Do              | Lu              | Ma              |                 |                 |
| Luglio          | Me              | Gi              | Ve              | Sa              | Do              | Lu              | Ma              | Me              | Gi              | Ve              | Sa              | Do              | Lu              | Ma              | Me              | Gi              | Ve              | Sa              | Do              | Lu              | Ma              | Me              | Gi              | Ve              | Sa              | Do              | Lu              | Ma              | Me              | Gi              | Ve              |                 |
| Agosto          | Sa              | Do              | Lu              | Ma              | Me              | Gi              | Ve              | Sa              | Do              | Lu              | Ma              | Me              | Gi              | Ve              | Sa              | Do              | Lu              | Ma              | Me              | Gi              | Ve              | Sa              | Do              | Lu              | Ma              | Me              | Gi              | Ve              | Sa              | Do              | Lu              |                 |
| Settembre       | Ma              | Me              | Gi              | Ve              | Sa              | Do              | Lu              | Ma              | Me              | Gi              | Ve              | Sa              | Do              | Lu              | Ma              | Me              | Gi              | Ve              | Sa              | Do              | Lu              | Ma              | Me              | Gi              | Ve              | Sa              | Do              | Lu              | Ma              | Me              |                 |                 |
| Ottobre         | Gi              | Ve              | Sa              | Do              | Lu              | Ma              | Me              | Gi              | Ve              | Sa              | Do              | Lu              | Ma              | Me              | Gi              | Ve              | Sa              | Do              | Lu              | Ma              | Me              | Gi              | Ve              | Sa              | Do              | Lu              | Ma              | Me              | Gi              | Ve              | Sa              |                 |
| Novembre        | Do              | Lu              | Ma              | Me              | Gi              | Ve              | Sa              | Do              | Lu              | Ma              | Me              | Gi              | Ve              | Sa              | Do              | Lu              | Ma              | Me              | Gi              | Ve              | Sa              | Do              | Lu              | Ma              | Me              | Gi              | Ve              | Sa              | Do              | Lu              |                 |                 |
| Dicembre        | Ma              | Me              | Gi              | Ve              | Sa              | Do              | Lu              | Ma              | Me              | Gi              | Ve              | Sa              | Do              | Lu              | Ma              | Me              | Gi              | Ve              | Sa              | Do              | Lu              | Ma              | Me              | Gi              | Ve              | Sa              | Do              | Lu              | Ma              | Me              | Gi              |                 |